# 위상동형사상

머그컵을 연속적으로 변형시켜서 도넛 모양으로 만들 수 있으며, 따라서 두 공간은 위상동형이다. 그러나, 이와 같은 방식으로 변형시킬 수 없으면서도 위상동형인 공간들도 있다.

위상수학에서 위상동형사상(位相同型寫像, 영어: homeomorphism)은 위상수학적 성질을 양향적으로 보존하는 두 위상 공간 사이의 함수다. 두 공간 사이에 위상동형사상이 존재할 경우, 이 둘은 서로 위상동형(位相同型, 영어: homeomorphic)이라고 한다. 위상수학적 관점에서 이 둘은 같은 공간이라고 말할 수도 있다. 간단하게 설명하자면, 기하학적 물체를 찢거나 붙이지 않고 구부리거나 늘이는 것으로 다른 형태로 변형하는 것을 말한다.

## 정의
위상 공간 {\displaystyle (X,T_{X})}와 {\displaystyle (Y,T_{Y})}가 주어져 있다고 하고, {\displaystyle f:X\to Y}를 두 위상 공간 사이의 함수라고 하자. 만약 함수 {\displaystyle f}가 다음의 세 조건을 만족하면, {\displaystyle f}를 위상동형사상이라 한다.
- {\displaystyle f}는 전단사 함수이다.
- {\displaystyle f}는 연속 함수이다.
- 역함수 {\displaystyle f^{-1}}도 연속 함수이다.

만일 이러한 세 가지 조건을 만족시키는 함수가 두 위상 공간 사이에 존재하면 두 위상 공간이 서로 위상동형(영어: homeomorphic)이라고 한다.

## 예

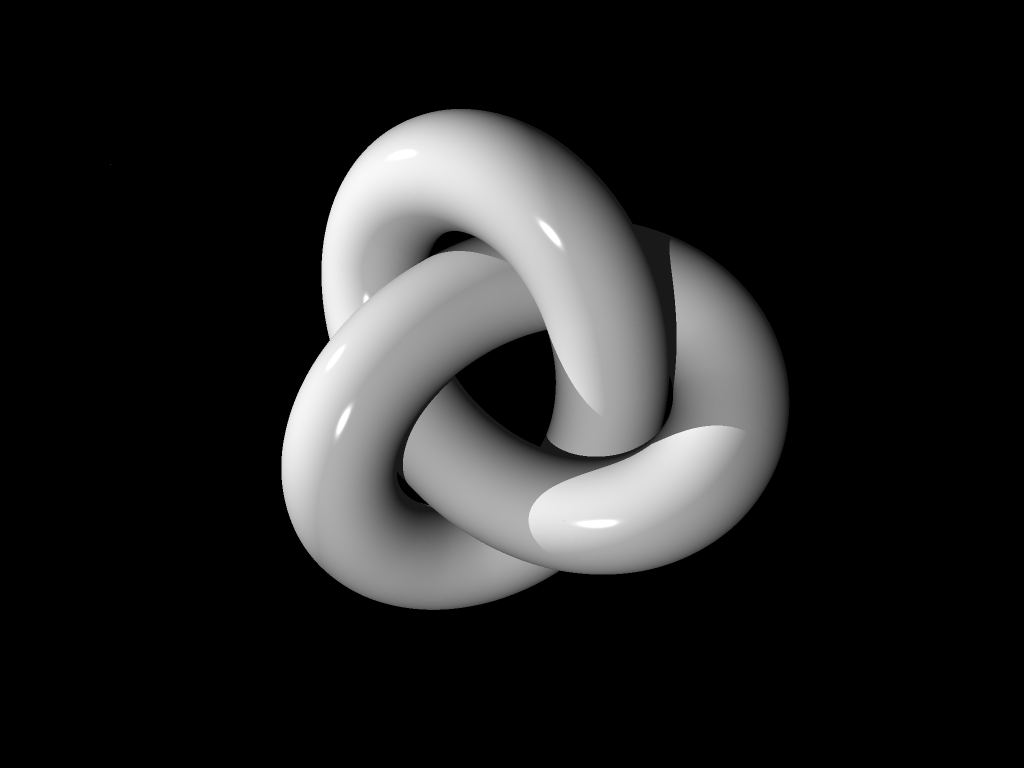
세잎매듭(trefoil knot)은 토러스와 위상동형이다. 연속적인 사상(mapping)을 항상 연속적인 물체의 변형(deformation)으로 표현가능한 것은 아니다. 그림에서 매듭을 두껍게 표현한 것은 이해를 돕기 위해서이다.

- {\displaystyle \mathbb {R} ^{2}}에서 단위원(unit circle)과 정사각형은 위상동형이다.
- 개구간 (-1, +1)과 실수 전체는 위상동형이다.
- 두 원의 곱공간인 {\displaystyle S^{1}\times S^{1}}과 2차원 원환면은 위상동형이다.
- {\displaystyle n\neq m}일 때, {\displaystyle \mathbb {R} ^{n}}과 {\displaystyle \mathbb {R} ^{m}}은 위상동형이 아니다.
- 구와 원환면은 서로 위상동형이 아니다.

{\displaystyle f(\phi )=(\cos(\phi ),\sin(\phi ))}로 정의된 함수 {\displaystyle f:[0,2\pi )\to S^{1}}는 전단사 함수이고 연속 함수이지만, 역함수가 연속 함수가 아니므로 위상 동형 사상이 아니다. ({\displaystyle S^{1}}는 콤팩트 공간이지만 {\displaystyle [0,2\pi )}는 콤팩트 공간이 아니다.)

## 성질
- 두 위상동형인 공간은 위상수학적 성질이 같다. 예를 들어 한 쪽이 콤팩트 공간이라면 다른 쪽도 그렇다. 만약 한 쪽이 연결 공간이라면 다른 쪽도 그렇다. 만약 한 쪽이 하우스도르프 공간이라면 다른 쪽도 그렇다.
- 위상동형사상은 열린 사상이며 닫힌 사상이다.

## 같이 보기
- 국소 위상동형사상
- 호모토피
- 미분동형사상
- 등거리 변환은 거리 공간들 사이의 동형사상이다.